# Tu Tsung-ming

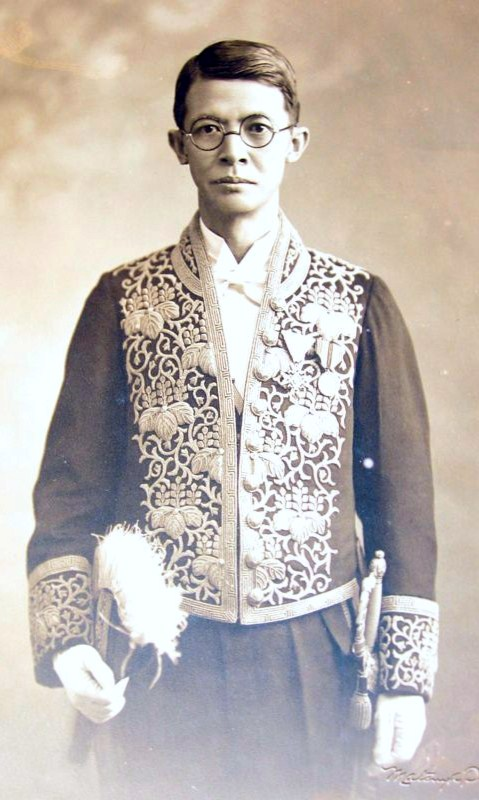
Tu Tsung-ming, circa 1921.

Tu Tsung-ming (chinesisch 杜聰明, Pinyin Dù Cōngmíng; * 25. August 1893 in Sanzhi (damals zu Tamsui gehörig), Taiwan, Chinesisches Kaiserreich; † 25. Februar 1986 in Taipeh, Republik China (Taiwan)) war der erste Doktor und Professor der Medizin Taiwans.

## Studium
Tu gehörte zur ersten Generation taiwanischer Jugendlicher, die das von den Japanern eingeführte Schulsystem durchliefen. 1909 schrieb er sich an der Taiwanischen Fachschule für Medizin, der Vorläuferin der heutigen Fakultät für Medizin der Nationaluniversität Taiwan, ein und absolvierte 1914 als Jahrgangsbester. Ein Jahr später ging er zum Studium an die Kaiserliche Universität Kyōto nach Japan, wo er am 16. Dezember 1922 den Doktortitel im Fach Medizin erlangte. Er war damit der erste Taiwaner, der im modernen, westlich geprägten japanischen Bildungssystem einen Doktortitel erlangte.

## Lehrtätigkeit

### Taihoku-Universität
Nach seiner Rückkehr nach Taiwan arbeitete er als Dozent und ab 1937 als Professor an der medizinischen Fakultät der Kaiserlichen Taihoku-Universität (heute: Nationaluniversität Taiwan). Er war damit der erste taiwanische Professor im japanischen Bildungssystem. Tus Spezialgebiete waren die Pharmakologie und Toxikologie.

### Nationaluniversität Taiwan
Nach dem Abzug der Japaner im Jahr 1945 und der Übergabe Taiwans an die Republik China wurde Tu als zunächst einziger Taiwaner in das Übergabe-Komitee, das die Übernahme der Provinz durch die chinesische Regierung vorbereiten sollte, berufen. Nach der Umbenennung der Taihoku-Universität in „Nationaluniversität Taiwan“ wurde Tu Tsung-ming zum ersten Dekan der medizinischen Fakultät ernannt, musste dieses Amt jedoch nach dem Zwischenfall vom 28. Februar 1947 infolge der Verfolgung taiwanischer Intellektueller und Wissenschaftler durch die Kuomintang-Armee kurzfristig aufgeben. Tu tauchte unter, konnte jedoch 1948 an die Universität zurückkehren und übernahm erneut das Amt des Dekans der medizinischen Fakultät. Die folgenden Jahre des Weißen Terrors der Kuomintang-Diktatur, in denen eine Reihe von Kollegen seiner Fakultät entlassen, verhaftet, sogar hingerichtet wurden, überstand Dekan Tu unbeschadet.

### Medizinisches Kolleg Kaohsiung
Ein Jahr nach seinem Abschied von der Nationaluniversität Taiwan im Jahr 1953 gründete Tu das Medizinische Kolleg Kaohsiung (heute: Medizinische Universität Kaohsiung), dem er von 1954 bis zu seinem Eintritt in den Ruhestand im Jahr 1966 als Rektor vorstand.
Tu lebte nach seiner Pensionierung in Taipeh, wo er am 25. Februar 1986 im Alter von 92 Jahren starb. Nach ihm ist der Tsungming-Tu-Preis benannt, der seit 2007 jährlich vom National Science Council in Zusammenarbeit mit der Alexander von Humboldt-Stiftung vergeben wird.